# 1999 World Horticultural Exposition
De 1999 World Horticultural Exposition (昆明世博会) was een tuinbouwtentoonstelling van de A1 categorie van de AIPH en tevens de 15e internationale tuinbouwtentoonstelling die door het Bureau International des Expositions is erkend. Het motto was Mens en Natuur op weg naar de 21ste eeuw.
De tentoonstelling duurde van 30 april tot 31 oktober 1999 en trik 9,5 miljoen bezoekers.